# Бјевил Кетјевил
Бјевил Кетјевил (фр. Biéville-Quétiéville) насеље је и општина у северној Француској у региону Доња Нормандија, у департману Калвадос која припада префектури Лисје.
По подацима из 2011. године у општини је живело 315 становника, а густина насељености је износила 15,67 становника/km². Општина се простире на површини од 20,10 km². Налази се на средњој надморској висини од 11 m метара (максималној 58 m, а минималној 4 m m).

## Демографија
| 1962. | 1968. | 1975. | 1982. | 1990. | 1999. | 2011. |
| ----- | ----- | ----- | ----- | ----- | ----- | ----- |
| 401   | 377   | 327   | 315   | 334   | 338   | 315   |

График промене броја становника у току последњих година